# 线叶笔草
线叶笔草（学名：Pseudopogonatherum contortum var. linearifolium）为禾本科假金发草属下的一个变种。